# Leslie I. Carey
Leslie Irwin Carey (* 3. August 1895 in Connecticut; † 17. Juni 1984 in Los Angeles, Kalifornien) war ein US-amerikanischer Tontechniker, der bei der Oscarverleihung 1955 den Oscar für den besten Ton erhielt.

## Biografie
1947 wurde er als Nachfolger von Bernard B. Brown Supervisor für Tontechnik der Universal Studios und bekleidete diese Funktion bis zu seiner Ablösung durch Waldon O. Watson 1959. Nach dem ersten Film Girl Time (1947) wirkte er bis 1960 an der Erstellung von über 300 Filmen und Fernsehserien  mit.
Bei der Oscarverleihung 1952 wurde er erstmals für den Oscar für den besten Ton nominiert und zwar für Sieg über das Dunkel (1951). Nach einer weiteren Nominierung 1954 für Die Welt gehört ihm (The Mississippi Gambler, 1953) erhielt er bei der Oscarverleihung 1955 für Die Glenn Miller Story (1954) den Oscar.
Zuletzt war er bei der Oscarverleihung 1959 für Zeit zu Leben und Zeit zu sterben (A Time to Love and a Time to Die, 1958) für den Oscar für den besten Ton nominiert.
Er arbeitete im Laufe seiner Karriere mit namhaften Filmregisseuren wie Henry Koster, Orson Welles, Michael Gordon, Douglas Sirk, Charles Lamont, Robert Montgomery, Jesse Hibbs, Mark Robson, Rudolph Maté sowie Anthony Mann zusammen.

## Filmografie (Auswahl)
- 1947: Reite auf dem rosa Pferd (Ride the Pink Horse)
- 1947: Der Verbannte (The Exile)
- 1947: Geheimnis hinter der Tür (Secret Beyond the Door)
- 1947: Ein Doppelleben (A Double Life)
- 1947: Der Senator war indiskret (The Senator Was Indiscreet)
- 1948: Qualen der Liebe (A Woman's Vengeance)
- 1948: Die schwarze Maske (Black Bart)
- 1948: Stadt ohne Maske (The Naked City)
- 1948: Alle meine Söhne (All My Sons)
- 1948: Brief einer Unbekannten (Letter from an Unknown Woman)
- 1948: Casbah – Verbotene Gassen (Casbah)
- 1948: Rivalen am reißenden Strom (River Lady)
- 1948: Aus dem Dunkel des Waldes (Another Part of the Forest)
- 1948: Abbott und Costello treffen Frankenstein (Abbott and Costello Meet Frankenstein)
- 1948: Tal der Leidenschaften (Tap Roots)
- 1948: Mr. Peabody und die Meerjungfrau (Mr. Peabody and the Mermaid)
- 1948: Venus macht Seitensprünge (One Touch of Venus)
- 1948: Betrug (Larceny)
- 1948: Der Mann ohne Gesicht (Rogues’ Regiment)
- 1948: Startbahn ins Glück (You Gotta Stay Happy)
- 1948: Bis zur letzten Stunde (Kiss the Blood Off my Hands)
- 1948: Fünf auf Hochzeitsreise (Family Honeymoon)
- 1948: Im Lande der Kakteen (Mexican Hayride)
- 1949: Gewagtes Alibi (Criss Cross)
- 1949: Auf Leben und Tod (The Fighting O'Flynn)
- 1949: Die rote Schlucht (Red Canyon)
- 1949: Die Brut des Satans (City Across the River)
- 1949: Kokain (Johnny Stool Pigeon)
- 1949: Spielfieber (The Lady Gambles)
- 1949: Rebellen der Steppe (Calamity Jane and Sam Bass)
- 1949: Schwert in der Wüste (Sword in the Desert)
- 1949: Once More, My Darling
- 1949: Die schwarzen Teufel von Bagdad (Bagdad)
- 1949: Die Geschichte der Molly X (The Story of Molly X)
- 1949: Tödlicher Sog (Undertow)
- 1949: Liebe auch ohne Patent (Free for All)
- 1949: Abandoned
- 1950: Südsee-Vagabunden (South Sea Sinners)
- 1950: Dein Leben in meiner Hand (Woman in Hiding)
- 1950: Francis, ein Esel – Herr General (Francis)
- 1950: Ins Leben entlassen (Outside the Wall)
- 1950: Die Piratenbraut (Buccaneer's Girl)
- 1950: Verfemt (The Kid from Texas)
- 1950: Im Lande der Comanchen (Comanche Territory)
- 1950: Sierra
- 1950: Ärger in Cactus Creek (Curtain Call in Cactus Creek)
- 1950: Abgeschoben (Deported)
- 1950: Alter schützt vor Liebe nicht (Louisa)
- 1950: Winchester ’73
- 1950: Verliebt, verlobt, verheiratet (Peggy)
- 1950: Abbott und Costello als Legionäre (Abbott and Costello in the Foreign Legion)
- 1950: Der Wüstenfalke (The Desert Hawk)
- 1950: Ohne Skrupel (Shakedown)
- 1950: Ohne Gesetz (Saddle Tramp)
- 1950: Gefährliche Mission (Wyoming Mail)
- 1950: Geheimpolizist Christine Miller (Undercover Girl)
- 1950: Reiter ohne Gnade (Kansas Raiders)
- 1950: Revolverlady (Frenchie)
- 1951: Tomahawk  – Aufstand der Sioux (Tomahawk)
- 1951: Bedtime for Bonzo
- 1951: Auf Sherlock Holmes’ Spuren (Abbott and Costello Meet the Invisible Man)
- 1951: Trommeln des Todes (Apache Drums)
- 1951: Sieg über das Dunkel (Bright Victory)
- 1951: Piraten von Macao (Smuggler's Island)
- 1951: Mord in Hollywood (Hollywood Story)
- 1951: Die Diebe von Marschan (The Prince Who Was a Thief)
- 1951: Das Zeichen des Verräters (Mark of the Renegade)
- 1951: Der große Zug nach Santa Fé (Cattle Drive)
- 1951: Schwester Maria Bonaventura (Thunder on the Hill)
- 1951: Ausgezählt (Iron Man)
- 1951: Dschingis Khan – Die goldene Horde (The Golden Horde)
- 1951: Spielschulden (The Lady Pays Off)
- 1951: Die Höhle der Gesetzlosen (Cave of Outlaws)
- 1951: Die Flamme von Arabien (Flame of Araby)
- 1951: Ein Wochenende mit Papa (Week-End with Father)
- 1952: Flucht vor dem Tode (The Cimarron Kid)
- 1952: Meuterei am Schlangenfluß (Bend of the River)
- 1952: Der Schatz im Canyon (The Treasure of the Lost Canyon)
- 1952: Zu allem entschlossen (Meet Danny Wilson)
- 1952: Sein großer Kampf (Flesh and Fury)
- 1952: Die Schlacht am Apachenpaß (The Battle at Apache Pass)
- 1952: Bronco Buster
- 1952: Unternehmen Rote Teufel (Red Ball Express)
- 1952: Der rote Engel (Scarlet Angel)
- 1952: Sturmfahrt nach Alaska (The World in His Arms)
- 1952: Hat jemand meine Braut gesehen? (Has Anybody Seen my Gal?)
- 1952: Der Tag der Vergeltung (Untamed Frontier)
- 1952: Schüsse in New Mexico (The Duel at Silver Creek)
- 1952: Der Sohn von Ali Baba (Son of Ali Baba)
- 1952: Unter falscher Flagge (Yankee Buccaneer)
- 1952: Fluch der Verlorenen (Horizons West)
- 1952: Das schwarze Schloss (The Black Castle)
- 1952: Gier nach Gold (The Raiders)
- 1952: Aus Liebe zu Dir (Because of You)
- 1952: Gegen alle Flaggen (Against All Flags)
- 1952: Gefährliches Blut (The Lawless Breed)
- 1953: Feuerkopf von Wyoming (The Redhead from Wyoming)
- 1953: Die Welt gehört ihm (The Mississippi Gambler)
- 1953: Frauen in der Nacht (Girls in the Night)
- 1953: Mündungsfeuer (Gunsmoke)
- 1953: Die Stadt unter dem Meer (City Beneath the Sea)
- 1953: Seminola (Seminole)
- 1953: Auf verlorenem Posten (The Lone Hand)
- 1953: Der Legionär der Sahara (Desert Legion)
- 1953: Abbott and Costello Go to Mars
- 1953: Abbott und Costello gegen Dr. Jekyll und Mr. Hyde (Abbott and Costello Meet Dr. Jekyll and Mr. Hyde)
- 1953: Jede Woche neu (It Happens Every Thursday)
- 1953: Die Hand am Colt (Law and Order)
- 1953: Kolonne Süd (Column South)
- 1953: Die Todesbucht von Louisiana (Thunder Bay)
- 1953: Gefahr aus dem Weltall (It Came from Outer Space)
- 1953: Der große Aufstand (The Great Sioux Uprising)
- 1953: All meine Sehnsucht (All I Desire)
- 1953: Der Mann vom Alamo (The Man from the Alamo)
- 1953: Das goldene Schwert (The Golden Blade)
- 1953: Die Nacht der Abrechnung (The Stand at Apache River)
- 1953: Der letzte Rebell (Wings of the Hawk)
- 1953: Gefangene des Dschungels (East of Sumatra)
- 1953: Der Prinz von Bagdad (The Veils of Bagdad)
- 1953: Allen Gefahren zum Trotz (Back to God's Country)
- 1953: Das gläserne Netz (The Glass Web)
- 1953: Strandgut (Forbidden)
- 1953: Verschwörung auf Fort Clark (War Arrow)
- 1953: Drei waren Verräter (Tumbleweed)
- 1954: Die Glenn Miller Story (The Glenn Miller Story)
- 1954: Die Teufelspassage (Border River)
- 1954: Ritt mit dem Teufel (Ride Clear of Diablo)
- 1954: Der Schrecken vom Amazonas (Creature from the Black Lagoon)
- 1954: Taza, der Sohn des Cochise (Taza, Son of Cochise)
- 1954: Saskatschewan (Saskatchewan)
- 1954: In den Kerkern von Marokko (Yankee Pasha)
- 1954: Aufruhr in Laramie (Rails into Laramie)
- 1954: Tanganjika
- 1954: Männer, Mädchen und Motoren (Johnny Dark)
- 1954: Adlerschwinge (Drums Across the River)
- 1954: Die wunderbare Macht (Magnificent Obsession)
- 1954: Über den Todespaß (The Far Country)
- 1954: Der eiserne Ritter von Falworth (The Black Shield of Falworth)
- 1954: Duell in Socorro (Dawn at Socorro)
- 1954: Schwaches Alibi (Naked Alibi)
- 1954: Gewehre für Bengali (Bengal Brigade)
- 1954: Die Nacht der Rache (Four Guns to the Border)
- 1954: Gold aus Nevada (The Yellow Mountain)
- 1954: Destry räumt auf (Destry)
- 1954: Drei Matrosen in Paris (So This Is Paris)
- 1954: Attila, der Hunnenkönig (Sign of the Pagan)
- 1955: Seine letzte Chance (Six Bridges to Cross)
- 1955: Abbott und Costello als Gangsterschreck (Abbott and Costello Meet the Keystone Cops)
- 1955: Wenn die Ketten brechen (Captain Lightfoot)
- 1955: Mit stahlharter Faust (Man Without a Star)
- 1955: Die Rache des Ungeheuers (Revenge of the Creature)
- 1955: Rauchsignale (Smoke Signal)
- 1955: Duell mit dem Teufel (The Man from Bitter Ridge)
- 1955: Der Speer der Rache (Chief Crazy Horse)
- 1955: Plünderer am Pikes Peak (The Looters)
- 1955: Metaluna IV antwortet nicht (This Island Earth)
- 1955: Die purpurrote Maske (The Purple Mask)
- 1955: In all diesen Nächten (The Shrike)
- 1955: Abbott und Costello als Mumienräuber (Abbott and Costello Meet the Mummy)
- 1955: Goldenes Feuer (Foxfire)
- 1955: Und wäre die Liebe nicht… (One Desire)
- 1955: Das Haus am Strand (Female on the Beach)
- 1955: Der Privatkrieg des Major Benson (The Private War of Major Benson)
- 1955: Zur Hölle und zurück (To Hell and Back)
- 1955: Was der Himmel erlaubt (All that Heaven Allows)
- 1955: El Tigre
- 1955: Das gibt es nur in Kansas (The Second Greatest Sex)
- 1955: Tarantula
- 1955: Mit roher Gewalt (The Spoilers)
- 1955: Der Schläger von Chicago (The Square Jungle)
- 1956: Die Benny Goodman Story (The Benny Goodman Story)
- 1956: Es gibt immer ein Morgen (There's Always Tomorrow)
- 1956: Nur du allein (Never Say Goodbye)
- 1956: Das Geheimnis der fünf Gräber (Backlash)
- 1956: Schonungslos (The Price of Fear)
- 1956: Die Meute lauert überall (Raw Edge)
- 1956: Auf der Spur des Todes (Red Sundown)
- 1956: Das Ungeheuer ist unter uns (The Creature Walks Among Us)
- 1956: Stunden des Terrors (A Day of Fury)
- 1956: Noch heute sollst du hängen (Star in the Dust)
- 1956: Vom Teufel verführt (The Rawhide Years)
- 1956: Du oder ich (Outside the Law)
- 1956: Blutroter Kongo (Congo Crossing)
- 1956: Verdammte hinter Gittern (Behind the High Wall)
- 1956: Ritt in den Tod (Walk the Proud Land)
- 1956: Klar Schiff zum Gefecht (Away All Boats!)
- 1956: Dem Tode entronnen (Pillars of the Sky)
- 1956: Schüsse peitschen durch die Nacht (Showdown at Abilene)
- 1956: In den Fängen des Teufels (The Unguarded Moment)
- 1956: In den Wind geschrieben (Written on the Wind)
- 1956: Schieß oder stirb! (A Gun for a Coward)
- 1956: Rock ‘n’ Roll (Rock, Pretty Baby!)
- 1957: Wem die Sterne leuchten (Four Girls in Town)
- 1957: Istanbul
- 1957: Der Engel mit den blutigen Flügeln (Battle Hymn)
- 1957: Die unglaubliche Geschichte des Mister C. (The Incredible Shrinking Man)
- 1957: Mister Cory
- 1957: Kreuzverhör (The Tattered Dress)
- 1957: Überall lauert der Tod (Man Afraid)
- 1957: Das todbringende Ungeheuer (The Deadly Mantis)
- 1957: Die Rose von Tokio (Joe Butterfly)
- 1957: Der Tod war schneller (The Eyes of Father Tomasino)
- 1957: Tammy
- 1957: Der Flug zur Hölle (The Land Unknown)
- 1957: Die Uhr ist abgelaufen (Night Passage)
- 1957: Der Mann mit den 1000 Gesichtern (Man of a Thousand Faces)
- 1957: Drei Schritte vor der Hölle (Slaughter at Tenth Avenue)
- 1957: Quantez, die Tote Stadt (Quantez)
- 1957: Der letzte Akkord (Interlude)
- 1957: Mein Mann Gottfried (My Man Godfrey)
- 1957: Ein Toter kommt zurück (Joe Dakota)
- 1957: Des Teufels Lohn (Man in the Shadow)
- 1957: Duell in den Wolken (The Tarnished Angels)
- 1957: Das Geheimnis des steinernen Monsters (The Monolith Monsters)
- 1958: Das Herz ist stärker (Flood Tide)
- 1958: Die letzte Kugel (The Day of the Bad Man)
- 1958: Immer Ärger mit den Frauen (The Lady Takes a Flyer)
- 1958: Das ist Musik (The Big Beat)
- 1958: Einer stand allein (Damn Citizen)
- 1958: Im Zeichen des Bösen (Touch of Evil)
- 1958: Asphalt-Hyänen (Girls on the Loose)
- 1958: Männer über Vierzig (This Happy Feeling)
- 1958: Zeit zu leben und Zeit zu sterben (A Time to Love and a Time to Die)
- 1958: Der Tod reitet mit (Wild Heritage)
- 1958: Kampf auf Leben und Tod (The Last of the Fast Guns)
- 1958: Hart am Wind (Twilight for the Gods)
- 1958: Die Stimme im Spiegel (Voice in the Mirror)
- 1958: Bis zur letzten Patrone (The Story of Hemp Brown)
- 1958: Verräter unter uns (Money, Women and Guns)
- 1958: Der weiße Teufel von Arkansas (Ride a Crooked Trail)
- 1958: Urlaubsschein nach Paris (The Perfect Furlough)
- 1958: Der Schrecken schleicht durch die Nacht (Monster on the Campus)
- 1958: Zu jung (The Restless Years)
- 1958–1959: Peter Gunn (Fernsehserie, 37 Folgen)
- 1959: Ein Fremder in meinen Armen (A Stranger in My Arms)
- 1959: Auf der Kugel stand kein Name (No Name on the Bullet)
- 1959: Solange es Menschen gibt (Imitation of Life)
- 1959: Morgen bist du dran (The Wild and the Innocent)
- 1959: Die Kaninchenfalle (The Rabbit Trap)
- 1959: Diese Erde ist mein (This Earth Is Mine)
- 1959: Der Fischer von Galiläa (The Big Fisherman)
- 1959: In den Klauen der Unterwelt (Cry Tough)
- 1959: Bettgeflüster (Pillow Talk)
- 1959: Spring über deinen Schatten (Take a Giant Step)
- 1959: Unternehmen Petticoat (Operation Petticoat)
- 1959: Tausend Meilen Staub (Fernsehserie, 7 Folgen)
- 1959: Twilight Zone (Fernsehserie, 1 Folge)